# Torneo Apertura 1999 (Guatemala)
El Torneo Apertura 99 fue el primer torneo corto en la historia del fútbol guatemalteco de la Liga Nacional de Fútbol de Guatemala, así también es el último torneo del siglo XX de la Liga Nacional de Fútbol de Guatemala.

## Equipos participantes
| Club                                   | Ciudad                    | Departamento  | Estadio                        | Capacidad |
| -------------------------------------- | ------------------------- | ------------- | ------------------------------ | --------- |
| Antigua GFC                            | Antigua Guatemala         | Sacatepéquez  | Estadio Pensativo              | 9.000     |
| Aurora Fútbol Club                     | Ciudad de Guatemala       | Guatemala     | Estadio del Ejército           | 13.300    |
| Azucareros Cotzumalguapa               | Santa Lucía Cotzumalguapa | Escuintla     | Estadio Ricardo Muñoz Gálvez   | 10.000    |
| Club Social y Deportivo Carchá         | San Pedro Carchá          | Alta Verapaz  | Estadio Juan Ramón Ponce       | 3.000     |
| Club Social y Deportivo Comunicaciones | Ciudad de Guatemala       | Guatemala     | Estadio Cementos Progreso      | 17.000    |
| Club Social y Deportivo Municipal      | Ciudad de Guatemala       | Guatemala     | Estadio Manuel Felipe Carrera  | 25.000    |
| Club Social y Deportivo Suchitepéquez  | Mazatenango               | Suchitepéquez | Estadio Carlos Salazar Hijo    | 10.000    |
| Cobán Imperial                         | Cobán                     | Alta Verapaz  | Estadio José Ángel Rossi       | 15.000    |
| Deportivo Escuintla                    | Escuintla                 | Escuintla     | Estadio Armando Barillas       | 10.000    |
| Deportivo Sacachispas                  | Chiquimula                | Chiquimula    | Estadio Las Victorias          | 9.000     |
| Deportivo Zacapa                       | Zacapa                    | Zacapa        | Estadio David Ordóñez Bardales | 10.000    |
| Universidad de San Carlos              | Ciudad de Guatemala       | Guatemala     | Estadio Revolución             | 10.000    |

### Equipos por Departamento
| Departamento  | N.º | Equipos                                 |
| ------------- | --- | --------------------------------------- |
| Guatemala     | 4   | Aurora, Comunicaciones, Municipal, USAC |
| Alta Verapaz  | 2   | Carchá, Cobán                           |
| Escuintla     | 2   | Azucareros, Escuintla                   |
| Chiquimula    | 1   | Sacachispas                             |
| Sacatepéquez  | 1   | Antigua GFC                             |
| Suchitepéquez | 1   | Suchitepéquez                           |
| Zacapa        | 1   | Zacapa                                  |

## Fase de clasificación
|  | Pos. | Equipos        | PJ | PG | PE | PP | GF | GC | Dif. | PTS | Clasificación    |
|  | ---- | -------------- | -- | -- | -- | -- | -- | -- | ---- | --- | ---------------- |
|  | 1º   | Municipal      | 22 | 14 | 6  | 2  | 60 | 16 | +34  | 48  | Cuartos de final |
|  | 2º   | Comunicaciones | 22 | 14 | 2  | 6  | 43 | 20 | +23  | 44  | Cuartos de final |
|  | 3º   | Aurora         | 22 | 11 | 6  | 5  | 39 | 25 | +14  | 39  | Cuartos de final |
|  | 4º   | Antigua GFC    | 22 | 9  | 9  | 4  | 29 | 26 | +3   | 36  | Cuartos de final |
|  | 5º   | Universidad SC | 22 | 9  | 6  | 7  | 37 | 32 | +5   | 33  | Cuartos de final |
|  | 6º   | Cobán Imperial | 22 | 7  | 8  | 7  | 27 | 27 | 0    | 29  | Cuartos de final |
|  | 7º   | Sacachispas    | 22 | 7  | 6  | 9  | 21 | 35 | -14  | 27  | Cuartos de final |
|  | 8º   | Carchá         | 22 | 6  | 8  | 8  | 29 | 26 | +3   | 26  | Cuartos de final |
|  | 9°   | Azucareros     | 22 | 7  | 5  | 10 | 23 | 33 | -10  | 26  |                  |
|  | 10º  | Escuintla      | 22 | 6  | 4  | 12 | 22 | 42 | -20  | 22  |                  |
|  | 11°  | Zacapa         | 22 | 3  | 7  | 12 | 18 | 42 | -24  | 16  |                  |
|  | 12°  | Suchitepéquez  | 22 | 3  | 5  | 14 | 19 | 43 | -24  | 14  |                  |
|  |      |                |    |    |    |    |    |    |      |     |                  |

## Fase Final
|  | Cuartos de final | Cuartos de final | Cuartos de final | Cuartos de final | Cuartos de final |   |   | Semifinal      | Semifinal | Semifinal | Semifinal | Semifinal |  |   | Final     | Final | Final | Final | Final |  |
|  |                  |                  |                  |                  |                  |   |   |                |           |           |           |           |  |   |           |       |       |       |       |  |
|  |                  |                  |                  |                  |                  |   |   |                |           |           |           |           |  |   |           |       |       |       |       |  |
|  | 1                | Municipal        | 1                | 3                | 4                |   |   |                |           |           |           |           |  |   |           |       |       |       |       |  |
|  | 1                | Municipal        | 1                | 3                | 4                |   |   |                |           |           |           |           |  |   |           |       |       |       |       |  |
|  | 8                | Carchá           | 0                | 1                | 1                |   |   |                |           |           |           |           |  |   |           |       |       |       |       |  |
|  | 8                | Carchá           | 0                | 1                | 1                |   | 1 | Municipal      | 1         | 3         | 4         |           |  |   |           |       |       |       |       |  |
|  |                  |                  |                  |                  |                  |   | 1 | Municipal      | 1         | 3         | 4         |           |  |   |           |       |       |       |       |  |
|  |                  |                  | 6                | Cobán Imperial   | 2                | 1 | 3 |                |           |           |           |           |  |   |           |       |       |       |       |  |
|  | 3                | Aurora           | 6                | Cobán Imperial   | 2                | 1 | 3 | 0              | 2         | 2         |           |           |  |   |           |       |       |       |       |  |
|  | 3                | Aurora           |                  |                  |                  |   |   |                |           | 2         |           |           |  |   |           |       |       |       |       |  |
|  | 6                | Cobán Imperial   | 0                | 3                | 3                |   |   |                |           |           |           |           |  |   |           |       |       |       |       |  |
|  | 6                | Cobán Imperial   | 0                | 3                | 3                |   |   |                |           |           |           |           |  | 1 | Municipal | 1     | 1     | 2     |       |  |
|  |                  |                  |                  |                  |                  |   |   |                |           |           |           |           |  | 1 | Municipal | 1     | 1     | 2     |       |  |
|  |                  |                  | 2                | Comunicaciones   | 1                | 2 | 3 |                |           |           |           |           |  |   |           |       |       |       |       |  |
|  | 2                | Comunicaciones   | 2                | Comunicaciones   | 1                | 2 | 3 | 1              | 3         | 4         |           |           |  |   |           |       |       |       |       |  |
|  | 2                | Comunicaciones   |                  |                  |                  |   |   |                |           | 4         |           |           |  |   |           |       |       |       |       |  |
|  | 7                | Sacachispas      | 1                | 1                | 2                |   |   |                |           |           |           |           |  |   |           |       |       |       |       |  |
|  | 7                | Sacachispas      | 1                | 1                | 2                |   | 2 | Comunicaciones | 1         | 3         | 4         |           |  |   |           |       |       |       |       |  |
|  |                  |                  |                  |                  |                  |   | 2 | Comunicaciones | 1         | 3         | 4         |           |  |   |           |       |       |       |       |  |
|  |                  |                  | 4                | Universidad      | 0                | 1 | 1 |                |           |           |           |           |  |   |           |       |       |       |       |  |
|  | 4                | Antigua GFC      | 4                | Universidad      | 0                | 1 | 1 | 0              | 1         | 1         |           |           |  |   |           |       |       |       |       |  |
|  | 4                | Antigua GFC      |                  |                  |                  |   |   |                |           | 1         |           |           |  |   |           |       |       |       |       |  |
|  | 5                | Universidad (v)  | 0                | 1                | 1                |   |   |                |           |           |           |           |  |   |           |       |       |       |       |  |
|  | 5                | Universidad (v)  | 0                | 1                | 1                |   |   |                |           |           |           |           |  |   |           |       |       |       |       |  |
|  |                  |                  |                  |                  |                  |   |   |                |           |           |           |           |  |   |           |       |       |       |       |  |

## Campeón
| Campeón Apertura 1999     |
| Comunicaciones 18º Título |
| ------------------------- |